# Verrucaria dacryodes
Verrucaria dacryodes är en lavart som beskrevs av Nyl. Verrucaria dacryodes ingår i släktet Verrucaria och familjen Verrucariaceae.   Inga underarter finns listade i Catalogue of Life.